# Kuunnaat
Kuunnaat är ett berg i Grönland (Kungariket Danmark).   Det ligger i kommunen Sermersooq, i den södra delen av Grönland, 400 km söder om huvudstaden Nuuk. Toppen på Kuunnaat är 1 424 meter över havet.
Terrängen runt Kuunnaat är huvudsakligen kuperad, men den allra närmaste omgivningen är bergig. Havet är nära Kuunnaat åt sydväst. Kuunnaat är den högsta punkten i trakten. Trakten runt Kuunnaat är nära nog obefolkad, med mindre än två invånare per kvadratkilometer. Närmaste större samhälle är Kangilinnguit, 17,6 km öster om Kuunnaat. 